# Vivek Ramaswamy
Vivek Ramaswamy (Cincinnati, Ohio, Amerikai Egyesült Államok, 1985. augusztus 9. - ) amerikai üzletember, vállalkozó, író, a 2024-es amerikai elnökválasztáson republikánus jelöltségért indult politikus. 

## Életpályája
Szülei, Vivek Ganapathy és Geetha Ramaswamy, indiai bevándorlók. A St. Xavier High Schoolba járt, majd a Harvard Egyetemen biológusi, a Yale Egyetemen jogi diplomát szerzett.
Több szervezetet alapított, mint pl. a Roivant Sciences és a Sio Gene Therapies.
A HVG.hu 2023. februárjában azzal a címmel számolt be az elnökjelöltségi versenybe való beszállásáról, hogy "Indiai gyökerű, a 'covidizmust' kárhoztató milliárdos lesz Donald Trump kihívója".

## Magyarul megjelent művei
- Woke Rt. Az átverés, amit az amerikai vállalati világ társadalmi igazságosságnak nevez; ford. Kelecsényiné Szabó Gabriella; MCC Press, Budapest, 2024